# Paul Adelstein
Paul Adelstein (Chicago (Illinois), 29 april 1969) is een Amerikaanse televisie- en filmacteur. Zijn loopbaan begon in het theater met New Crime Productions en later met de Steppenwolf Theatre Company. In 1990 begon zijn filmloopbaan met The Grifters. Daarna verscheen hij in verschillende televisieseries, zoals Prison Break (als Paul Kellerman), ER, Without a Trace, Scrubs, Grey's Anatomy, Private Practiceen Brooklyn Nine-Nine .
Adelstein is ook leadzanger en gitarist van de band Doris.

## Filmografie
- Agatha All Along (2024)
- Monsters: The Lyle and Erik Menendez Story (2024)
- The Menu (2022)
- Brooklyn Nine-Nine (2017)
- Private Practice (2007-2013)
- Order Up (2007)
- Prison Break (2005-2017)
- Memoirs of a Geisha (2005)
- Be Cool (2005)
- Collateral (2004)
- Bandwagon (2004)
- Lawrence Melm (2004)
- Intolerable Cruelty (2003)
- Bedazzled (2000)
- Peoria Babylon (1997)
- The Grifters (1990)